# Cornaredo
Cornaredo (AFI: /kornaˈredo/; Cornaree in dialetto milanese) è un comune italiano di 20 688 abitanti situato nella parte nord ovest della città metropolitana di Milano in Lombardia.

## Origini del nome
Il toponimo Cornaredo ha attestazioni molto antiche riconducibili con tutta probabilità al IX secolo. Su tale nome, ad ogni modo, si sono sviluppate differenti teorie:
- Nell'antica chiesa dell'attuale frazione di San Pietro all'Olmo si trovava un affresco raffigurante San Pietro con la rete da cui la dizione latina di Sanctus Petrus cum rete che avrebbe dato origine ai due borghi confinanti di San Pietro e Cornaredo. Il nome Cornaredo nello specifico sarebbe da ricondursi al termine "cum rete" che in dialetto locale viene tradotto "cun la ret" da cui il moderno Cornaredo.[7]
- Derivazione da Cornarjetum (Cornioleto) ossia terreno coltivato a cornioli cioè arbusti che crescono specialmente nella radure boscose: da questi arbusti si ottiene un legno molto duro adatto a lavori di tornio.
- Derivazione da un'antica leggenda popolare secondo la quale in Cornaredo era un tempo presente un mattatoio che riforniva carne a Milano: i bovini giungevano vivi in paese e venivano macellati e rispediti ai milanesi, i quali controllavano l'esatto numero di capi macellati contando le corna degli animali che venivano restituite. In latino restituire le corna è indicato con cornua redo.[8]

Nei documenti antichi il comune viene indicato con diverse dizioni: Corneletium, Cornalete, Cornalede, Cornioletum, Cornarjetum, Cornalietum, Cornaleto, Cornalede e Cornaré.

## Storia
III secolo a.C. - Cornaredo è indicato per la prima volta come villaggio.
III secolo d.C. - Esistenza di abitazioni romane in San Pietro – Reperti archeologici di case visibili sotto la chiesa già abbaziale in S. Pietro all’Olmo. Monete di Marco Aurelio Probo
2 dic. 894 - Documento pubblico di Berengario I re d’Italia in cui si cita la località di Cornaredo
1052 - L’Abbazia milanese di Sant’Ambrogio acquista case in Cornaredo
1161/1162 - L’imperatore Federico Barbarossa saccheggia ed incendia Cornaredo (Cesare Cantù)
1168 - Istituzione della Canonica Francese a S. Pietro all’Olmo
1248 - In un documento dei nobili milanesi Visconti, Cornaredo viene definito “borgo presso Milano”
1260 - In vari documenti dal 1260 al 1572 appare la figura del Console del Comune di Cornaredo
1277 - I Consoli del Comune sono due: Lanterio Balbo e Gerolamo Mascherpa
1542 - Soppressa la Canonica di S. Pietro, abitanti e territorio sono aggregati a Cornaredo
18 ott. 1572 - Atto autografo del “Consulo del Comuno di Cornaredo”   firmato Gio. angelo de S.to Gio
1647 - Gerolamo Dugnani, già possidente in loco, viene insignito del titolo di Conte di Cornaredo
1787 - Il Ducato di Milano apre in Cornaredo, definito “luogo popolato”, una Scuola Normale 
22 marzo 1861 - L’ing. Vincenzo Villa è il primo Sindaco di Cornaredo dopo l’Unità: lo nomina Vittorio Emanuele II
4 mag. 1862 - L’Autorità del Circondario di Gallarate definisce i confini comunali, tuttora sostanzialmente invariati.
1921 - Dopo le elezioni municipali vinte dal Partito Socialista, il Consiglio elegge sindaco Luigi Rampoldi.
1926 - Istituzione del podestà fascista
Aprile 1927 - Insediamento primo podestà a Cornaredo
Luglio 1944 - Sorge in Cornaredo la sezione del Comitato di Liberazione Nazionale (CLN)
25 aprile 1945 - Il CLN e la 106 ^ brigata partigiana “V. Buzzi” disarmano i reparti della R.S.I. e dell’esercito tedesco
26 luglio 1945 - Il Prefetto di Milano nomina il sindaco – Benvenuto Gussoni del PCI -, la giunta municipale ed il consiglio comunale di Cornaredo
31 marzo 1946 - Prime elezioni comunali a suffragio universale. Viene eletto Sindaco ancora Luigi Rampoldi (PSIUP).
Da "Cornaredo la gente, la Storia, le Chiese" di G. Tavecchia, 2018
Il nucleo più antico dell'attuale comune di Cornaredo è la frazione di San Pietro all'Olmo, posta lungo l'antica via ad Vercellas. L'area, fin dal Medioevo, era ricca di notevoli risorse agricole: coltivazioni a cereali, pascoli, vite e diversi allevamenti di suini e piantagioni di gelsi per il baco da seta. Verso la fine dell'Ottocento, l'economia del paese ebbe una svolta che modificò notevolmente il suo aspetto. Il primo fine settimana di settembre è sinonimo di festa del paese, in memoria della consacrazione della chiesa parrocchiale, dedicata ai santi Giacomo e Filippo.

### La fondazione
Cornaredo è un paese nel pieno centro della Lombardia che in origine era abitato da due comunità ben distinte: il capoluogo Cornaredo e la frazione di San Pietro all'Olmo, entrambe accerchiate da alcune cascine. La storia delle due comunità è sempre stata molto differente dai punti di vista della cultura, del sociale e di quanto riguardava la coltivazione dei campi. L'esistenza di Cornaredo è certa da prima dell´894, poiché a quella data viene ricondotta una pergamena in cui si cita la località Cornalede. L'antica chiesa di Cornaredo, dedicata a S. Ambrogio, era già stata elevata al rango di parrocchiale nel XIII secolo, mentre il tempio dedicato a San Pietro, era adibito sin dal 1100 ad edificio di culto della comunità di Canonici Regolari di S. Agostino, che rimasero a San Pietro all'Olmo, fino alla fine del XV secolo.
Tra il 2005 ed il 2010 la Soprintendenza per i Beni archeologici della Lombardia ha fatto eseguire alcuni scavi sotto l’attuale pavimento della navata centrale della “Chiesa Vecchia” di San Pietro all’Olmo. Si sono così trovati resti di costruzioni antiche risalenti forse al terzo secolo dopo Cristo, assieme ad una moneta di Marco Aurelio Probo, che fu Imperatore romano dal 276 al 282 d.C.. Sono dunque certificate le origini dell’età imperiale romana della località San Pietro all'Olmo.
Ma molto probabilmente anche Cornaredo capoluogo  vanta antiche origini.
In una ricostruzione del nostro territorio realizzata dal noto studioso lombardo prof. Alessandro Colombo in “Milano sotto l’egida del Carroccio” edito in Milano dalla Famiglia Meneghina nel 1935, Cornaredo viene indicato come villaggio fondato in un periodo posto tra il Terzo secolo avanti Cristo e l’Ottavo secolo dell’Era cristiana.
E' ipotesi concreta definire, nelle ragioni all’origine delle cause che portarono a realizzare un insediamento di persone in questo determinato luogo, quella di attribuirne l’iniziativa ai veterani delle guerre galliche condotte da Giulio Cesare. Infatti, verso la fine del I secolo a.C., al termine delle guerre di Roma contro i Galli, la pianura padana divenne la terza provincia italica, dopo la Sicilia, la Sardegna e la Corsica. Secondo l’uso dell’epoca, terminata una guerra, soprattutto se lunga e dispendiosa, Roma assegnava del territorio ai veterani, che si insediavano in quei luoghi, da cui traevano anche il loro sostentamento, dando così vita a villaggi e città. Anche in quel periodo la pianura padana era ricca di acque, per cui aveva terreno estremamente fertile, molto adatto per le coltivazioni, oltre a spazi abbondanti per l’allevamento animale. Nella Roma consolare e poi imperiale la pratica della cessione di terre ai veterani era molto antica e grandemente diffusa. Ne parlano copiosamente gli storici dell’epoca, come Polibio, Svetonio, Appiano di Alessandria. Leggi specifiche per la concessione di terreni da coltivare ai veterani delle Legioni Romane furono emanate da diversi Consoli nel corso dei secoli, fino all’età imperiale: tra le più note, quelle promulgate da Caio Giulio Cesare, Ottaviano Cesare Augusto, Marco Antonio. A questo riguardo si vedano gli scritti della professoressa Anna De Francesco dell’Università A. Moro di Bari, e di Paolo Terruzzi in Enciclopedia Italia Treccani, edizione 1929.

### Il Ducato di Milano
In questo arco di tempo, Cornaredo vide diversi avvicendamenti delle famiglie locali, poiché tutti coinvolti nella battaglia per la supremazia di Milano. I Della Torre e i Visconti si confiscavano a vicenda le terre cornaredesi, seguendo da molto vicino ciò che accadeva alle due casate nelle vicende legate alla Signoria di Milano. In questo periodo si hanno esempi della cacciata dal territorio cornaredese di famiglie che parteggiavano per i Torriani e non per i Visconti: è il caso degli Zavattari, ai quali venne intimato di non mettere più piede a Cornaredo. Al contrario, la casata filo-viscontea dei Balbi, ebbe maggior fortuna su tutto il territorio comunale. I Balbi erano titolari di un beneficio sotto il titolo di Sant'Apollinare, istituito nella loro chiesetta di Santa Maria (ora chiamata Sant'Apollinare), nella quale un esponente della famiglia, Federico Balbi, ha lasciato un ricordo, poiché il suo nome figura sulla campana della chiesa come committente. Nel paesino di San Pietro possedevano un molino e nei pressi Favaglie San Rocco fecero edificare una residenza dove ricevere gli ospiti. Poco distante possedevano un altro edificio, che a partire dal XVI secolo, divenne una sede della stazione di cambio dei cavalli, utilizzati per scambiare i messaggi postali. Questa strada postale è che l'antica strada Novariensis, che gli Antichi Romani avevano costruito per collegare la Porta Vercellina di Milano a Novara, Vercelli e Aosta.
Anche la famiglia Visconti possedette un castello a Cornaredo, che servì come rifugio temporaneo dei cornaredesi durante le scorrerie delle bande di barbari, che nel IX secolo portarono scompiglio all'interno della pianura padana. Il castello venne ceduto (1399) da Luchino Novello Visconti alla Certosa di Garegnano, per contribuire alle spese dei lavori di costruzione del monastero milanese. Intanto, sulla scena cornaredese, si affacciavano i Dugnani, che nel Cinquecento, risultavano essere i maggiori proprietari terrieri, superando addirittura la canonica di San Pietro. Per un paio di secoli i Dugnani furono gli antagonisti dei Serbelloni, famiglia inseritasi nelle vicende cornaredesi a seguito del matrimonio tra Giovanni Serbelloni ed Ottavia Balbi. Sono memorabili gli scherzi che si facevano i contadini alle dipendenze delle due casate, come arare i sentieri di accesso ai terreni oppure scavale nel terreno dissotterrando quanto piantato. Nel 1672 Gerolamo Dugnani acquistò il feudo di Cornaredo che i governanti spagnoli avevano messo in vendita. Con il titolo di Conte, il Dugnani aveva acquisito anche il diritto di amministrare la giustizia sul territorio cornaredese. Per svolgere questi compiti, aveva assoldato due bravi, uno dei quali una sera sparò ad un contadino del Conte Serbelloni. Fortunatamente, tale Ambrogio, non era dotato di buona mira e mancò il bersaglio, ferendo un bue che stava vicino al contadino. Questi scherzi terminarono soltanto nel 1740 grazie all'intervento di Maria Teresa d'Asburgo, che incaricò un marchese di ristabilire un'amicizia tra le due parti.
Dal canto loro, i Serbelloni furono protagonisti di molte battaglie, distinguendosi anche nella famosa battaglia di Lepanto (1571), in cui Gabriele Serbelloni si meritò la qualifica di trionfatore di Selim II. In quella circostanza, egli si era trovato al comando della flotta navale messa a disposizione dal Papa Pio IV, suo cugino.

### La chiusura della canonica
Sul finire del XV secolo, a San Pietro all´Olmo, la canonica agostiniana aveva chiuso i battenti. La crisi vocazionale che investì l'ordine, non risparmiò l'abbazia, che si trovò senza canonici. La Santa Sede decise così di trasformare la sede della prepositura in Abbazia commendata, il cui l'abate non era un capo spirituale, ma alto prelato che usufruiva delle rendite che i terreni producevano. Per circa tre secoli si assistette di molti abati, fino a quando Giuseppe II confiscò tutte le proprietà dell´Abbazia commendata, nel 1788. Sulla scena sampietrina si affacciarono così i Villa, famiglia nobile di Desio. All'inizio dell´Ottocento, i Gavazzi installarono il primo opificio e realizzarono un massiccio intervento edilizio che costruì nuove abitazioni, in seguito all'aumento di popolazione che si stava registrando.

### L'ascesa della famiglia Ponti
Mentre a San Pietro all'Olmo la situazione generale stava mutando notevolmente, a Cornaredo si registrava ancora la situazione delle contese tra i Serbelloni ed i Dugnani, questi ultimi un po' in secondo piano nelle vicende locali dopo aver perso il titolo nobiliare a seguito della venuta in Italia di Napoleone Bonaparte. Per un rinnovamento profondo, Cornaredo dovrà attendere l'arrivo di Andrea Ponti, un industriale cotoniero del gallaratese tra i più noti imprenditori del campo nella sua epoca. Nel 1861, Giuseppe Marco Serbelloni Sfondrati, VII duca di San Gabrio e proprietario di numerosi immobili in Cornaredo, aveva stipulato con Andrea Ponti un mutuo di circa un milione di lire. Alla morte del duca Giuseppe Marco, (1866), sua figlia Maria Serbelloni, VIII duchessa di San Gabrio, maritata al conte Crivelli, non avendo denaro per risarcire il Ponti, si accordò con lo stesso, facendogli accettare una quantità di case e terreni che il padre le aveva lasciato, pari alla cifra pattuita. Grazie a questo accordo, Andrea Ponti si trovò proprietario della metà del territorio comunale. Grazie all'avvento del Ponti, molti sforzi vennero indirizzati al campo agricolo e sociale, poiché egli introdusse metodi innovativi per quel tempo, alleviando molto delle fatiche degli agricoltori. Si impegnò inoltre attivando scuole ed asili, di cui uno - intitolato ad Andrea Ponti e fondato nel 1888, è tuttora operante in Cornaredo. Alla sua morte, avvenuta nel (1888), il consiglio comunale gli dedicò una seduta straordinaria per elogiarne la figura di benefattore. Al padre, subentrò ben presto Ettore Ponti, il quale proseguì le opere paterne, fondando a Cornaredo la Famiglia Agricola, un'associazione con molteplici finalità, tra le quali una cooperativa di consumo, una di mutuo soccorso, un forno sociale, una latteria sociale e molto altro ancora. Venne successivamente eletto deputato del Parlamento e dal 1905 al 1909 ricoprì la carica di Sindaco di Milano. Ettore Ponti, morì improvvisamente nel 1919 e sua moglie lasciò ai contadini cornaredesi ogni diritto sulle case e sulle terre che lavoravano: in pochi anni sparì la grande proprietà terriera, che venne sostituita da piccoli proprietari. Anche a San Pietro all´Olmo ci furono diverse iniziative dei Ponti, la più importante delle quali fu il gamba de legn, una linea di tram che collegava Milano a Magenta e Castano Primo.

### Simboli
(Relazione storica che accompagna la descrizione dello stemma)
Questo documento rimarca che lo stemma non ha alcuna giustificazione storica, in quanto trattasi di stemma parlante. Chi lo disegnò nel 1882, volle raffigurare l'apostolo Pietro e l'olmo per la frazione di San Pietro all'Olmo e un bue per il capoluogo Cornaredo, dato che vi erano diversi allevamenti bovini nella zona (non senza dimenticare che la radice del nome era corna-, non immediatamente riconducibile al fatto che le "corna" sono presenti anche sulle cornacee, famiglia di piante a cui appartengono i cornioli).
Secondo lo Statuto comunale è così descritto:
Lo stemma del comune è stato concesso con R.D. 21 dicembre 1936.
Il comune dispone inoltre di un gonfalone, costituito da un drappo di bianco, concesso con D.P.R. del 20 dicembre 2001, e di una bandiera comunale così descritta nello Statuto:

## Monumenti e luoghi d'interesse

### Architetture religiose

#### Chiesa parrocchiale di Cornaredo

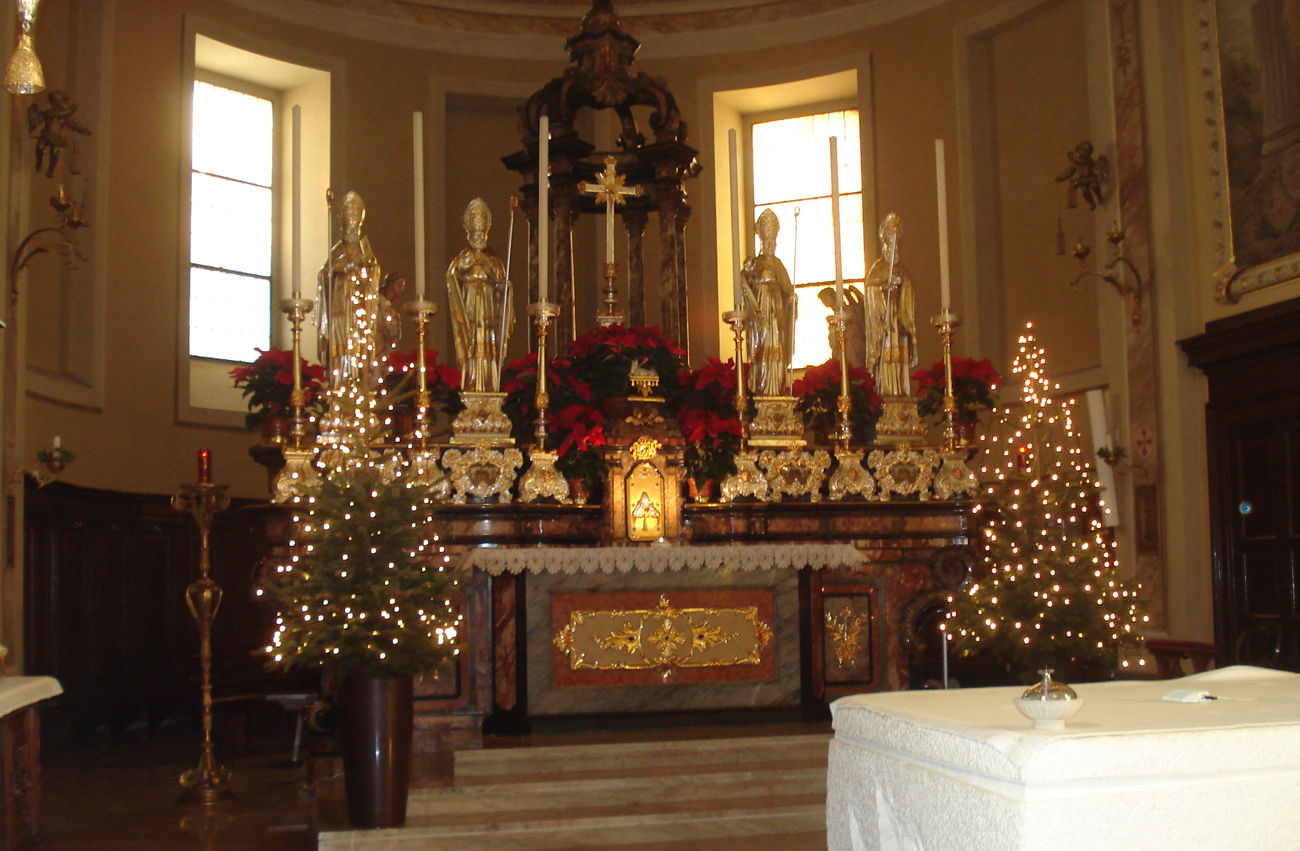
L'altar maggiore della parrocchiale, parato a festa per Natale

La chiesa parrocchiale principale del paese, è dedicata ai santi apostoli Giacomo e Filippo. La fondazione della chiesa risale probabilmente all'epoca medioevale, dal momento che già risulta elencata nel Liber Notitiae Sanctorum Mediolanensis di Goffredo da Bussero come sottoposta alla Pieve di Nerviano, passando però nel 1602 a quella di Rho.
Ulteriori informazioni sulla struttura ci pervengono da una visita pastorale del cardinale Giuseppe Pozzobonelli del 1755, il quale ricorda che presso la medesima chiesa avevano sede addirittura tre diverse confraternite, una dedicata al Santissimo Sacramento, una al Santissimo Rosario e l'altra alla Santa Croce. Il numero dei parrocchiani (e quindi degli abitanti del paese) era all'epoca di circa 1400. Sempre nella medesima relazione, si fa menzione dei beni della chiesa che ammontano a 242,15 pertiche.
La chiesa venne completamente ricostruita alla metà dell'Ottocento, ed è rimasta immutata nel corso del tempo nelle forme che ancora oggi si possono ammirare: la facciata è distinta da un piccolo colonnato, con un timpano sopraelevato ed elegante, sormontato da due statue di angeli.
Il campanile della chiesa possiede 5 campane, fuse dalla fonderia Barigozzi di Milano nel 1901. I bronzi sono montati nel classico sistema ambrosiano di suono delle campane e sono intonati in Si2 Maggiore.
| Campana              | Anno di fusione | Nota nominale | Dedicazione        | Diametro |
| -------------------- | --------------- | ------------- | ------------------ | -------- |
| Campana minore (I)   | 1901            | Fa#3          | San Filippo        | 988 mm   |
| Seconda campana (II) | 1933 (rifusa)   | Mi3           | San Giacomo        | 1105 mm  |
| Terza campana (III)  | 1901            | Re#3          | San Carlo Borromeo | 1181 mm  |
| Quarta campana (IV)  | 1901            | Do#3          | Sant'Ambrogio      | 1334 mm  |
| Campanone (V)        | 1957 (rifusa)   | Si2           | Immacolata         | 1498 mm  |

#### Chiesa di Sant'Apollinare

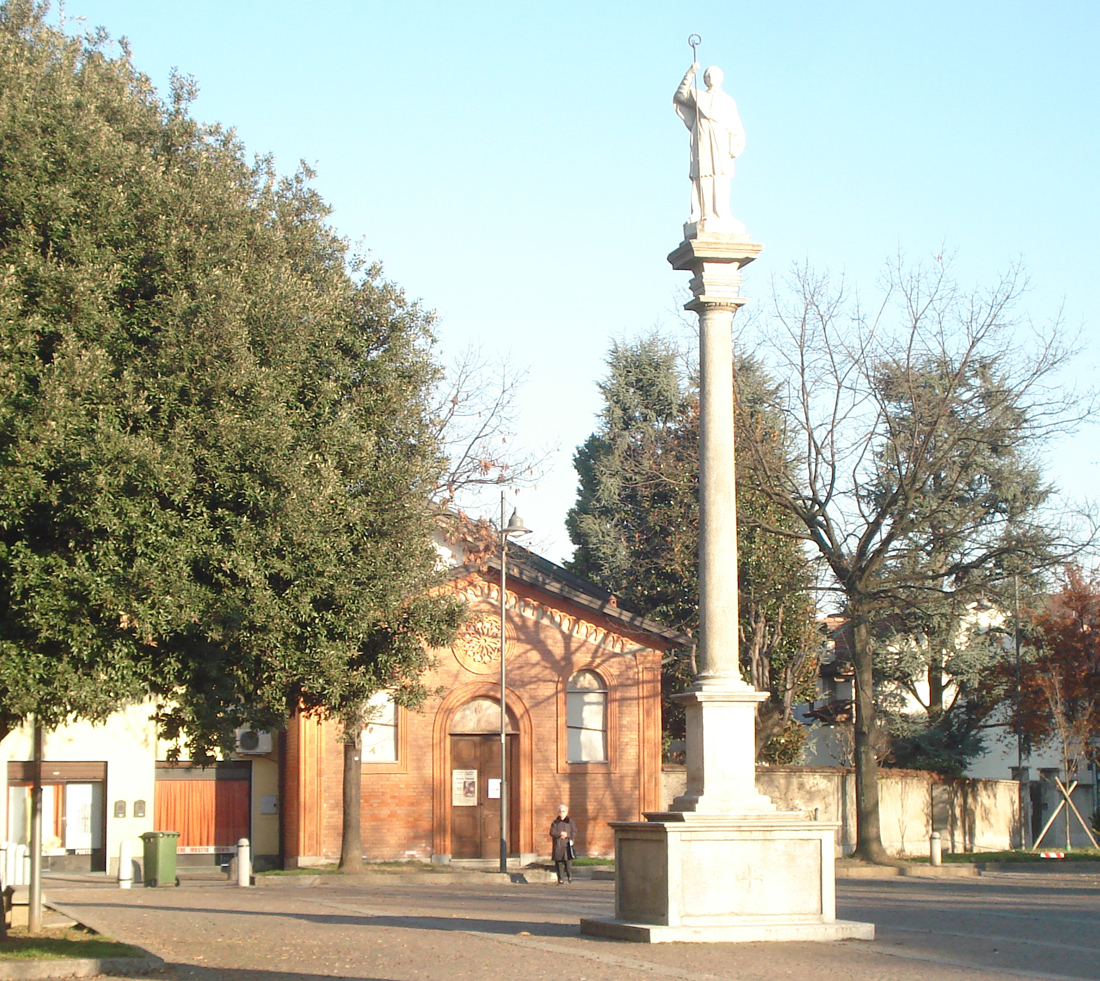
La chiesa di Sant'Apollinare e la Colonna di San Carlo

Costruita in epoca medioevale (XI secolo), la piccola chiesa di Sant'Apollinare si trova nella piazza principale del paese, di fronte alla chiesa parrocchiale dei Santi Giacomo e Filippo. La struttura, semplice ed a capanna, si presenta con mattoni a vista e finestre bifore rifinite in cotto.
L'interno della chiesa presenta uno stile semplice, proprio del romanico. Le pareti della chiesa alternano delle antiche raffigurazioni di santi, risalenti al 1300 ed ascrivibili alla famiglia Zavattari, al muro bianco, che con tutta probabilità è stato dipinto in anni recenti, coprendo il resto degli affreschi che adornano questa chiesa.
La chiesa è sempre stata oggetto di dispute, la prima delle quali riguarda il suo nome e la sua dedicazione, poiché gli arcivescovi in visita la chiamavano Oratorio dell'Immacolata, mentre sin dai tempi antichi quando la chiesa era un beneficio legato alla basilica di Sant'Ambrogio a Milano, era presente una statua di Sant'Apollinare che aveva dato il nome alla chiesa. Da cronache ancora più antiche, risulta che in paese vi fosse un oratorio dedicato a Santa Maria, di fronte alla vecchia parrocchiale di Sant'Ambrogio. Fatto sta che all'interno della chiesa, effettivamente, sono presenti sia le statue di Sant'Apollinare, sia la statua della Madonna di Lourdes, per la quale si è costruita una piccola grotta all'interno della struttura romanica.
Sulla lunetta al di sopra della porta d'ingresso, vi sono due rappresentazioni delle vecchie chiese parrocchiali di Cornaredo. L'abbazia di San Pietro si presenta in forme tale e quali a quelle attuali, mentre è interessante osservare come l'antica parrocchiale demolita nel corso del 1800, presentasse un elegante campanile cilindrico, molto simile alla Ciribiciaccola dell'abbazia di Chiaravalle.
Il campanile a vela, possiede una campana fusa dal maestro Antonio Busca e datata 1559.
| Campana           | Anno di fusione | Nota nominale | Dedicazione     | Diametro |
| ----------------- | --------------- | ------------- | --------------- | -------- |
| Campana a slancio | 1559            | Fa5           | Sant'Apollinare | 309 mm   |

La campana è montata a slancio e suona ancora manualmente, tramite una corda che scende fin dentro la chiesetta.

#### Chiesa di Santa Croce

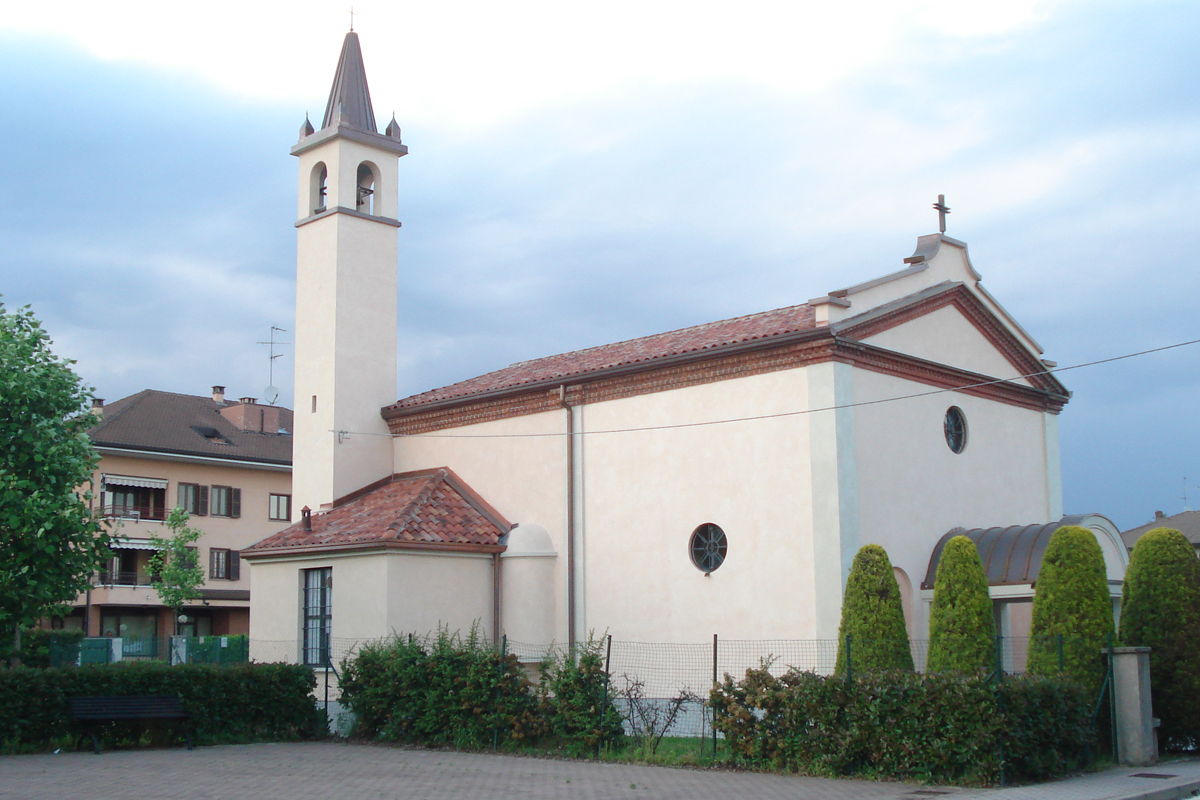
La chiesa dedicata alla Santa Croce, nella frazione Cascina Croce

La struttura della chiesa è molto semplice ad una navata. Essa è il nucleo centrale della frazione di Cascina Croce, i cui abitanti vollero a tutti i costi avere una loro chiesa. Perciò, nel 1933, ultimarono la loro "bella chiesina" che venne ufficialmente benedetta e aperta al culto un anno dopo, nel 1934.
Inizialmente la chiesa possedeva una sola campana di provenienza ignota, fusa nel 1605. Sul finire degli anni sessanta si optò per aggiungerne un'altra alla torre campanaria.
| Campana               | Anno di fusione   | Nota nominale | Dedicazione           | Diametro |
| --------------------- | ----------------- | ------------- | --------------------- | -------- |
| Campana minore (I)    | Ignoto (aggiunta) | Re5           | San Giovanni Paolo II | 286 mm   |
| Campana maggiore (II) | 1605              | Si4           | Santa Croce           | 389 mm   |

Negli anni novanta le campane vennero fissate al muro e al loro posto venne montato un congegno che simulava il suono delle campane; le due campane rimasero lì per quasi due decenni, finché la chiesa non venne completamente restaurata nel 2011.
In quell'occasione le campane furono tolte dal campanile, solennemente benedette nel giorno della festa del paese (che cade la prima domenica di settembre) dal parroco monsignor Fabio Turba e ricollocate al loro posto, dove tornarono a suonare il 25 settembre, giorno della festa di Cascina Croce.
Le campane, suonanti un Re la piccola e un Si la maggiore, sono montate nel sistema di suono a slancio e sono completamente manuali, ovvero azionabili unicamente tramite la classica corda, che muove la campana se tirata.
All'interno della chiesa è conservata una reliquia con un pezzo della Santa Croce di Cristo.

#### Cappella della Beata Vergine Immacolata
Questa piccola cappella pubblica venne costruita per opera della famiglia stessa come propria cappella privata verso la metà del Settecento. Data la propria posizione gittante sulla strada, però, ben presto la cappella venne aperta anche all'uso pubblico. La struttura della cappella si presenta piuttosto semplice, con un tetto a capanna, una porta d'ingresso bassa, sovrastata da un riquadro che forse un tempo accoglieva un'immagine devozionale affrescata che oggi è scomparsa con l'usura del tempo.

#### Chiesa parrocchiale di San Pietro
La notizia più antica dell'esistenza della chiesa, risale al 1169 quando papa Alessandro III la cita in una sua bolla inviata al Prevosto di Nerviano, secondo la quale stabiliva la precedenza della chiesa nervianese anche sull'area della parrocchiale di Cornaredo e San Pietro all'Olmo. La struttura sembrerebbe tuttavia risalire ad epoche precedenti ed al culto longobardo ricondurrebbe anche la devozione verso San Pietro, particolarmente venerato dagli stessi barbari lombardi. La chiesa ha cessato di essere considerata chiesa parrocchiale a partire dal 1989, ma continua ad essere la principale chiesa sussidiaria di Cornaredo e la prima chiesa di San Pietro all'Olmo.

#### Chiesa abbaziale di San Pietro all'Olmo

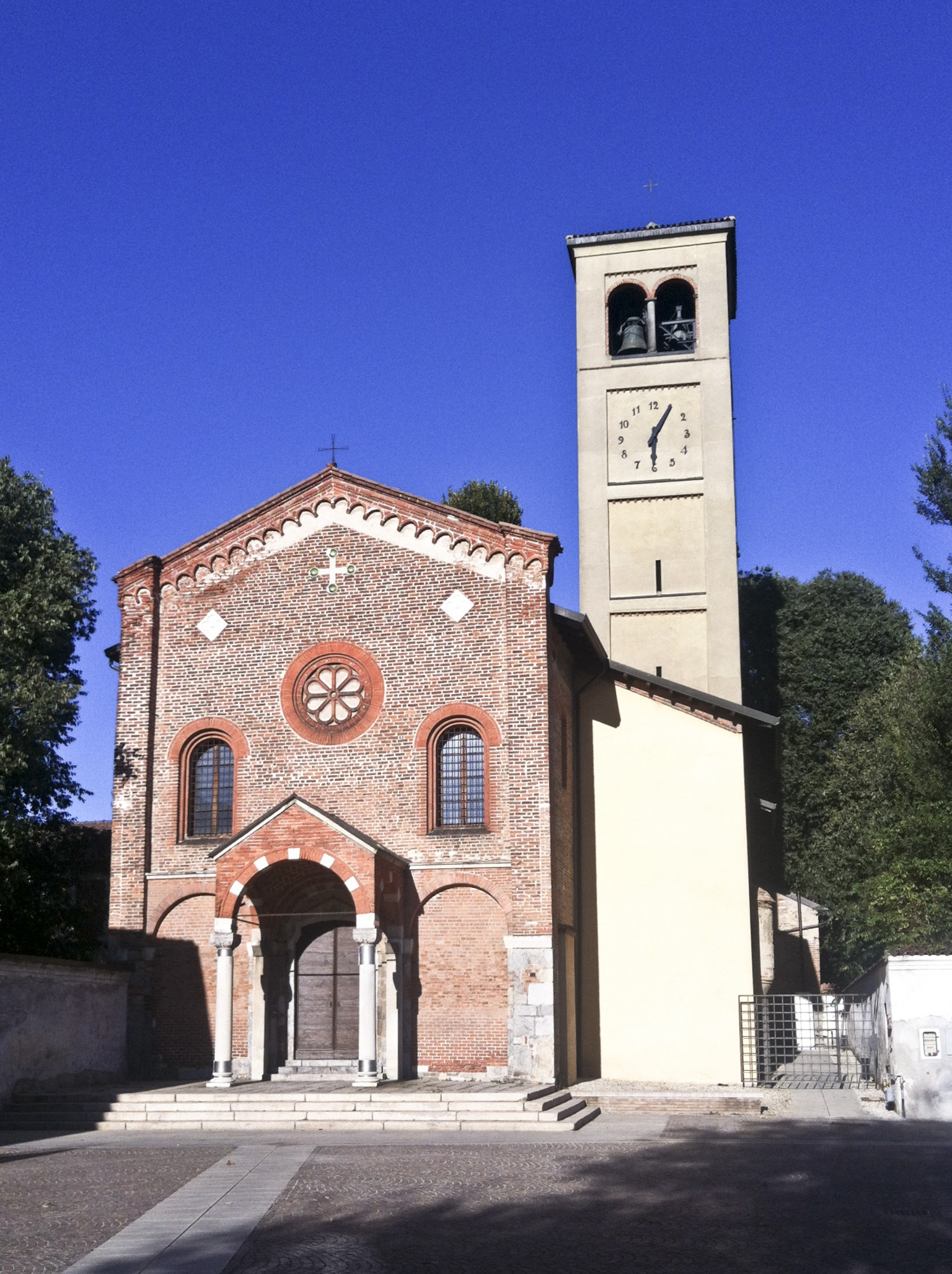
Chiesa abbaziale di San Pietro all'Olmo

La chiesa di San Pietro all'Olmo (denominata "gesa végia" per distinguerla dall'edificio di culto costruito in epoche successive a Cornaredo), ha origini antichissime. Essa risale probabilmente all'epoca longobarda e la struttura abbaziale le pervenne probabilmente tra il IX e l'XI secolo. Gli interni della struttura hanno forme romaniche, mentre la facciata della chiesa, venne completamente rifatta tra la fine del XIX secolo e l'inizio del XX.

#### Chiesa di San Rocco
La piccola chiesa di San Rocco si trova attigua alla ex cascina favaglie San Rocco. Edificata nella seconda metà del XV secolo, la cappella si presenta di forme semplici, con tetto a capanna, dotata di un piccolo campanile a cuspide rivestito in rame, all'interno affreschi molto deteriorati raffiguranti una crocifissione, vari santi e di particolare interesse la trinità rappresentata da tre personaggi identici.

#### Chiesa cristiana evangelica
La chiesa cristiana evangelica, rappresenta un "unicum" sul territorio ed è una struttura religiosa dedicata alla confessione religiosa dei valdesi. La struttura della piccola chiesa è a capanna, con un'unica navata, ed è stata costruita nel 1997 in accoglimento delle esigenze della comunità religiosa dell'area, che precedentemente aveva il proprio luogo di culto più vicino nella Chiesa di San Giovanni in Conca di Milano, detta anche appunto "Chiesa di San Giovanni dei Valdesi".

### Architetture civili

#### Villa Gavazzi Balossi Restelli
Costruita nel 1830 dalla famiglia Gavazzi, la villa era sorta in realtà su un precedente edificio del 1737 che aveva le funzioni di Hostaria (era detta per l'appunto "Hostaria del Cervo"), ovvero di stazione di posta, dal momento che era posto lungo la cosiddetta via postale vercellina, che collegava appunto Milano con Vercelli, passando per i comuni dell'Ovest milanese.

#### Villa Busca Dubini
Il primo impianto della villa venne realizzato nel Cinquecento su una porzione di terreno allora definita pasqué (pascolo) di utilità comune al paese di Bareggio. Passata di proprietà alla famiglia Busca, nel 1756 venne riedificata ed ampliata nelle forme attuali, che si presentano semplici ed eleganti, contraddistinte da una facciata lineare e da una corte d'ingresso ai lati del cancello della quale è ancora oggi possibile vedere una santella settecentesca di pregevole gusto, che ben completa la piazza antistante, sulla quale si affaccia anche Villa Gavazzi Baolssi.

#### Villa Grandazzi Zoja
La villa fu sede di un collegio di gesuiti per alcuni decenni, fino al 1737, quando venne venduta alla famiglia Grandazzi la quale, estintasi in linea maschile, la vendette alla famiglia Zoja, attuale proprietaria dello stabile.

#### Villa Balossi
Adibito inizialmente come residenta di una comunità di monaci Agostiniani, il primo impianto del XIII secolo fu riedificato nel Quattrocento dalla medesima comunità.
Dall'inizio del XVI secolo fu utilizzato saltuariamente da vari Abati commendatari, prelati succeduti ai prepositi Agostiniani dopo la chiusura della canonica locale.
Soppressa nel 1788, tutti i beni dell'ex Abbazia commendata vennero messi all'asta e nel 1797 vennero acquistati dalla famiglia Villa di Desio.
Nel corso dell'Ottocento, i Villa trasformarono il complesso in una vera e propria residenza di campagna.
Attualmente la villa è proprietà di un ramo collaterale della famiglia Balossi.

#### Palazzo Dugnani

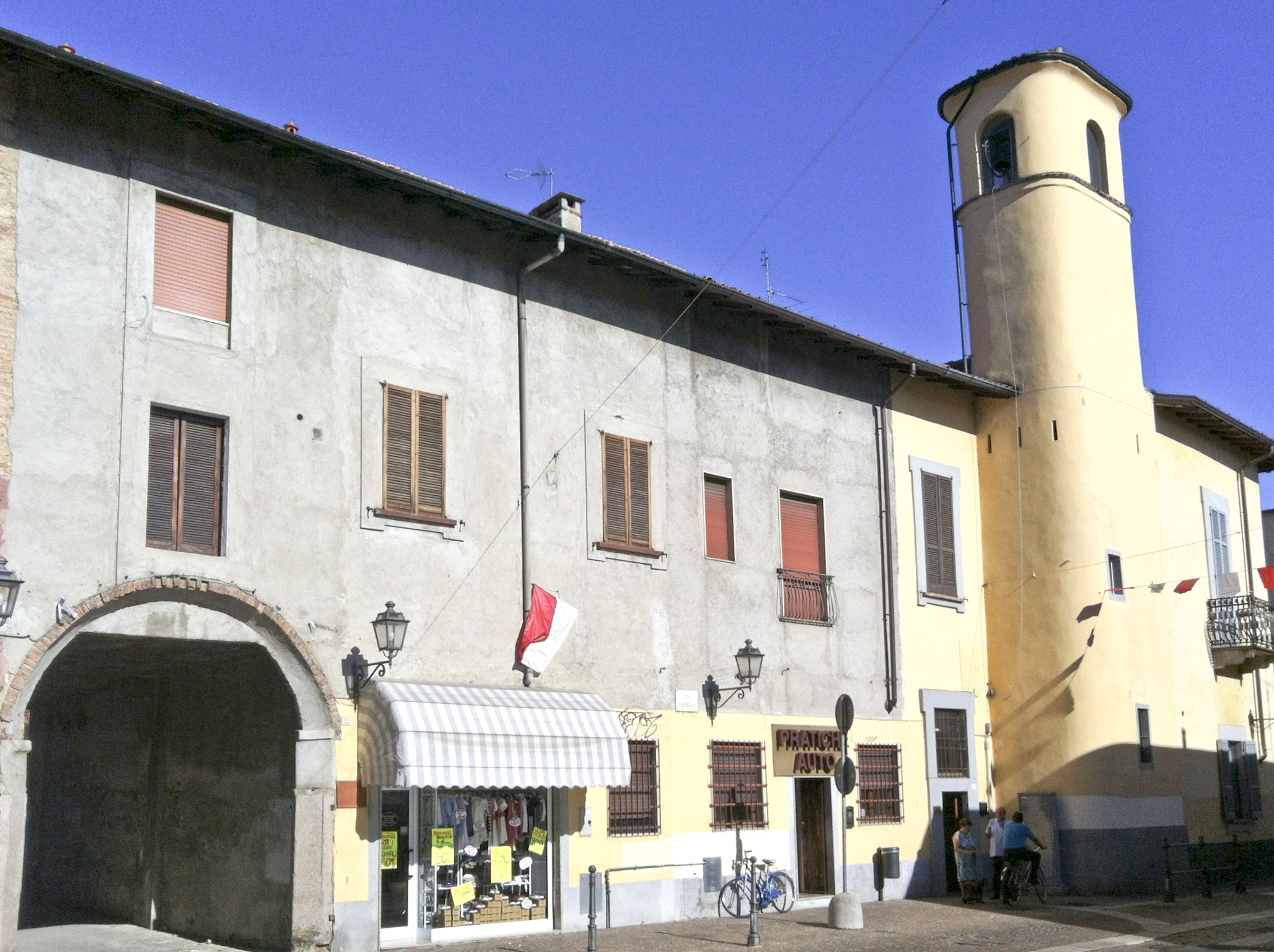
Palazzo Dugnani

Il primo impianto venne modificato nel Seicento, allorquando Gerolamo Dugnani divenne Conte di Cornaredo (titolo perso dalla sua famiglia all'arrivo di Napoleone in Italia).
Estintasi la famiglia Dugnani con l'ultima sua discendente femminile, Rosa Domitilla (detta "Nicolina", 1862-1945), l'edificio divenne una multiproprietà privata.
Esso è ancora contraddistinto dall'impianto seicentesco, di semplice fattura, completato da un'alta torretta belvedere.

#### Palazzo Municipale

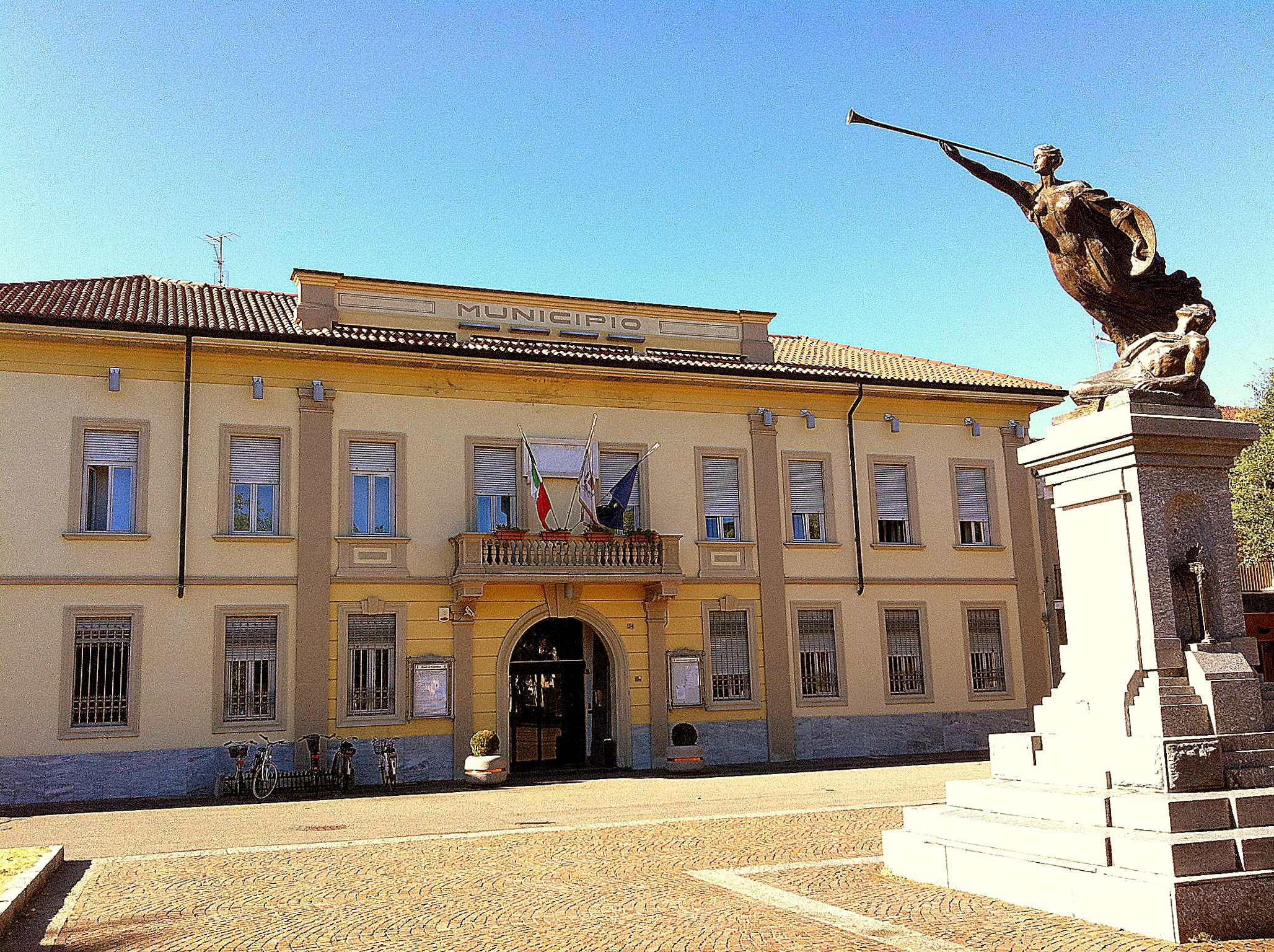
Palazzo Municipale di Cornaredo

Dalle tracce di alcuni affreschi rinvenuti all'interno della struttura, lo stabile dell'edificio municipale è databile al Quattrocento, e ad ogni modo viene considerato "casa da nobile" solo a partire dal Seicento.
Ultimi proprietari della villa furono i Ponti i quali, nel 1920, formalizzarono la vendita al comune dello stabile e nel 1929 gli amministratori comunali vi stabilirono gli uffici, fino ad allora posti in luoghi considerati perlopiù inadatti.

#### Ex Casa Parrocchiale
Edificata nel 1851, per dare un confortevole alloggio al parroco della nuova parrocchia edificata nel 1843, l'ex casa parrocchiale è un pregevole edificio della metà dell'Ottocento, che presenta una facciata semplice, introdotta da un portone sovrastato da un balconcino sporgente, il tutto completato da finestre regolari.
La villa è attualmente sede dell'ACLI, di parte degli uffici comunali e della biblioteca.

#### Magazzini Serbelloni
Utilizzati dalla famiglia Serbelloni come granaio e deposito, nonché sede delle cantine e di un torchio per il vino, la struttura centrale al paese venne edificata in splendide forme, seguendo un progetto proposto dal famoso architetto Leopold Pollack operante in Milano, il quale terminò l'opera nel 1806.

#### Palazzo della Filanda
Palazzo storico della fabbrica di filatura del paese, ora è adibito a cinema, biblioteca e uffici, oltre agli appartamenti privati ai piani superiori
Ghiacciaia Favaglie.

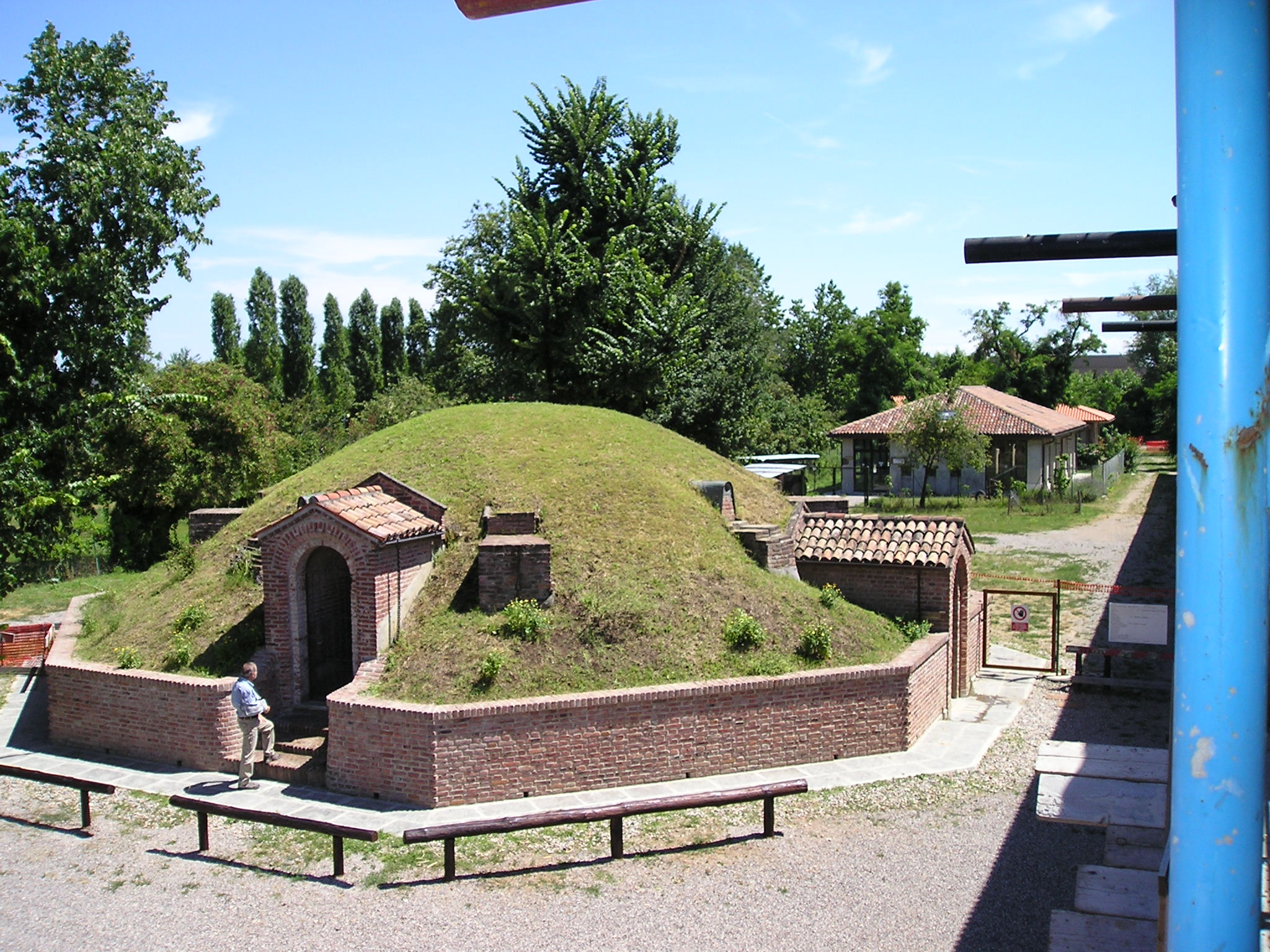
Vista della grande ghiacciaia Favaglie dopo il suo restauro realizzato dai volontari di Italia Nostra

A Cornaredo in Via Merendi, 28 è visitabile una grande struttura agreste, ha un diametro di 10 metri per una altezza interna di circa 6 metri. Si ritiene sia stata costruita nei primi decenni del 1800 assieme alla riconfigurazione della adiacente cascina Favaglie, dal proprietario Duca Ferdinando Serbelloni, generale di cavalleria al servizio del Fedmaresciallo Radetzky.

### Il campo di tulipani
Martedì 28 marzo 2017 è stato inaugurato il mega campo di tulipani situato tra via della Repubblica e via Asilo: si tratta di un campo di due ettari dove i giovani agricoltori olandesi Edwin Koeman e Nitsuhe hanno piantato 185 specie di tulipani. L'area è stata suddivisa in due zone: un campo centrale con 230.000 bulbi misti (ossia il campo di raccolta) e un giardino espositivo con 50 bulbi di tutte le varietà in ordine alfabetico con le indicazioni per trovare le singole varietà nel campo di raccolta. È famoso per essere il primo giardino pick-up field d'Italia, dove i visitatori possono cogliere un fiore e portarlo a casa.

## Quartieri

### Via Mattei
È un quartiere di condomini privati tagliato a metà dalla via Enrico Mattei. L'intero quartiere è circondato da un anello verde di risorgive, che garantisce anche un attutimento dei suoni, ed è immerso al centro di un ramo del parco cittadino.

### Via Brera
È la via che vanta i palazzi più alti del paese, costruiti negli anni 50.

### Via Roma- Via Certosino
È il quartiere delle corti, antiche aziende agricole ristrutturate e adibite ad appartamenti.

## Clima
| Cornaredo           | Mesi | Mesi | Mesi | Mesi | Mesi | Mesi | Mesi | Mesi | Mesi | Mesi | Mesi | Mesi | Stagioni | Stagioni | Stagioni | Stagioni | Anno  |
| Cornaredo           | Gen  | Feb  | Mar  | Apr  | Mag  | Giu  | Lug  | Ago  | Set  | Ott  | Nov  | Dic  | Inv      | Pri      | Est      | Aut      | Anno  |
| ------------------- | ---- | ---- | ---- | ---- | ---- | ---- | ---- | ---- | ---- | ---- | ---- | ---- | -------- | -------- | -------- | -------- | ----- |
| T. max. media (°C)  | 5,2  | 8,0  | 13,0 | 17,7 | 22,5 | 26,1 | 28,9 | 27,6 | 23,9 | 17,5 | 10,9 | 6,4  | 6,5      | 17,7     | 27,5     | 17,4     | 17,3  |
| T. min. media (°C)  | −1,3 | 0,3  | 3,6  | 7,3  | 11,5 | 15,1 | 17,5 | 17,0 | 13,9 | 8,9  | 3,9  | 0,0  | −0,3     | 7,5      | 16,5     | 8,9      | 8,1   |
| Precipitazioni (mm) | 58   | 66   | 85   | 98   | 103  | 100  | 69   | 93   | 83   | 123  | 112  | 69   | 193      | 286      | 262      | 318      | 1 059 |

## Economia
Il Comune di Cornaredo conta attualmente su una produzione caratterizzata da:
- industria meccanica
- industria tessile
- industria dei cartonati
- industria alimentare
- industria chimica e delle materie plastiche
- industria dei lubrificanti[18]

## Infrastrutture e trasporti
Cornaredo è servita da autolinee gestite da ATM, Autoguidovie e Movibus.
Fra il 1879 e il 1957 era inoltre presente una fermata della tranvia Milano-Magenta altresì nota con il soprannome di Gambadelegn.

## Amministrazione
| Periodo        | Periodo        | Primo cittadino     | Partito                     | Carica  | Note   |
| -------------- | -------------- | ------------------- | --------------------------- | ------- | ------ |
| 26 aprile 1945 | 13 aprile 1946 | Benvenuto Gussoni   | PCI (membro del CLN)        | Sindaco |        |
| 14 aprile 1946 | 1951           | Luigi Rampoldi      | PSIUP                       | Sindaco |        |
| 1951           | 1956           | Luigi Tavecchia     | DC                          | Sindaco |        |
| 1956           | 1960           | Luigi Tavecchia     | DC                          | Sindaco |        |
| 1960           | 1965           | Mario Camillo Rizzi | DC                          | Sindaco |        |
| 1965           | 1970           | Gino Togliardi      | DC                          | Sindaco |        |
| 1970           | 1975           | Vittorio Maccagno   | PSI                         | Sindaco |        |
| 1975           | 1980           | Eros Placchi        | PCI                         | Sindaco |        |
| 1980           | 1985           | Eros Placchi        | PCI                         | Sindaco | [ 19 ] |
| 1985           | 1990           | Claudio Massarotto  | PSI                         | Sindaco | [ 19 ] |
| 1990           | 1994           | Mario Barlocchi     | PDS                         | Sindaco | [ 19 ] |
| 1994           | 1999           | Claudio Croci       | PPI                         | Sindaco | [ 19 ] |
| 1999           | 2004           | Claudio Croci       | PPI                         | Sindaco | [ 19 ] |
| 2004           | 2009           | Pompilio Crivellone | PD                          | Sindaco | [ 19 ] |
| 2009           | 2014           | Luciano Bassani     | Lega Nord                   | Sindaco | [ 19 ] |
| 2014           | 2019           | Yuri Santagostino   | PD                          | Sindaco | [ 19 ] |
| 2019           | 2024           | Yuri Santagostino   | PD                          | Sindaco | [ 19 ] |
| 2024           | in carica      | Corrado D'Urbano    | Lista civica - Centrodestra | Sindaco | [ 19 ] |

### Gemellaggi
- Sarroch

## Società

### Evoluzione demografica
- 1533 nel 1771
- 1381 nel 1805
- 1987 nel 1811 dopo annessione di Pregnana e Lucernate
- 2500 nel 1853

Abitanti censiti